# Anton Emil von Krosigk
Anton Emil von Krosigk (* 15. Mai 1790 in Poplitz; † 5. April 1868 in Gröna), Erbherr auf Gröna, war ein herzoglich-anhaltischer Wirklicher Geheimer Rat, Kammerherr und Schlosshauptmann zu Bernburg, Rechtsritter des Johanniterordens und preußischer Rittmeister im Garde-Husaren-Regiment.

## Leben

### Herkunft
Anton Emil von Krosigk stammte aus dem Adelsgeschlecht Krosigk. Er war ein Sohn von Ferdinand Anton von Krosigk (1743–1805) und dessen Ehefrau Dorothea Luise, geborene von Cramm (* 12. Juni 1753 in Sambleben; † 23. Mai 1824 in Poplitz). Zu Krosigks Brüdern zählten Dedo, Heinrich, Ludwig, Ernst und Friedrich.

### Familie
Krosigk heiratete in Helmsdorf am 13. September 1818 Albertine Louise Wilhelmine, geborene von Kerssenbrock (* 29. April 1797 in Helmsdorf; † 18. Juli 1867 in Gröna), Tochter von Wilhelm von Kerssenbrock. Aus dieser Ehe gingen hervor:
- Louise Albertine (Laura? 1819–1889) ⚭ 3. Januar 1858 Vollrath von Krosigk
- Anton Ferdinand (1820–1892)
- Antoinette (1821–1866) ⚭ 8. Oktober 1857 Rudolf von Krosigk
- Dorothea (Doretta) Philippine Christiane (* 1824)
- Wilhelm Friedrich Ernst (1829–1889)
- Konrad Dietrich (1835–1851)
- Albert Heinrich August (* 1837)

Zu seinen direkten Nachfahren gehören des Weiteren einige Diplomaten, und u. a. auch der Museumsleiter Dedo von Kerssenbrock-Krosigk.